# Hard Rain (Bob Dylan)
Hard Rain is een live-album van Bob Dylan uit 1976, dat opgenomen is tijdens zijn concerttour deRolling Thunder Revue. Het idee achter de tour was een kermisachtig ideaal, een reizende revue, die kleine plaatsen aandeed. Dylan wilde werken met een kleine vaste groep muzikanten bestaande uit de groep die onder leiding van Rob Stoner meegewerkt had aan het album Desire (Scarlet Rivera op viool, Howard Wyeth op drum), incidenteel aangevuld met gasten.
In 2002 werd in de Bootleg Series een cd uitgebracht met opnamen van deRolling Thunder Revue uit 1975 onder de naam Bob Dylan Live 1975, The Rolling Thunder Revue. Gast hierop was onder anderen Roger McGuinn. In 2019 werd een box met 14 cd's uitgebracht ter gelegenheid van de Netflix-documentairefilm Rolling Thunder Revue: A Bob Dylan Story van Martin Scorsese.

## De opnamen
Het live-album bevat opnamen van twee concerten in 1976, dat van 23 mei in Fort Collins in Colorado en dat van 16 mei in Fort Worth in Texas. Naast de vaste groep werkten aan deze concerten mee: Mick Ronson, T Bone Burnett, Joan Baez, gitarist Steven Soles en David Mansfield op pedal steelgitaar.  

## De nummers
Alle muziek en teksten zijn geschreven door Bob Dylan, behalve waar aangegeven. 
| 1.                 | Maggie's Farm                                       |                     | 5:23 |
| 2.                 | One Too Many Mornings                               |                     | 3:47 |
| 3.                 | Stuck Inside of Mobile with the Memphis Blues Again |                     | 6:01 |
| 4.                 | Oh, Sister                                          | Dylan, Jacques Levy | 5:08 |
| 5.                 | Lay Lady Lay                                        |                     | 4:47 |
| Totale duur: 25:06 |                                                     |                     |      |

| 1.                 | Shelter from the Storm | 5:29  |
| 2.                 | You're a Big Girl Now  | 7:01  |
| 3.                 | I Threw It All Away    | 3:18  |
| 4.                 | Idiot Wind             | 10:21 |
| Totale duur: 26:09 |                        |       |

- MusicBrainz release group: 7f1e51df-30b7-3478-9eff-9655ac387892